# 小鍋立て
小鍋立て（こなべだて）は、鍋料理のひとつ。文字通り、小さな土鍋または鉄鍋で調理する少人数向けの鍋料理の一種。

## 概要
江戸後期に座敷料理として流行した。
都市部では囲炉裏が一般的ではなく、強い火力で調理する大鍋の煮込み料理は座敷では不都合なため、火鉢や七輪で調理しやすいように小鍋が用いられた。
作家の池波正太郎が作品中やエッセイの中でしばしば登場させている。池波に教えてくれたのは少年時代に付き合いのあった年配の人物で、「小鍋立てはねえ、二種類かせいぜい三種類、あんまりごたごた入れたらどうしようもない」と教えている。